# 體毛

Distribution of body hair on female and male body

體毛，顧名思義就是指身體上的毛，由蛋白質所組成，一部分生物會因爲季節的更換為了更好的適應生活環境而進行體毛更替，生物有不同的體毛，即使同種生物他們的體毛毛色、生長速率、也不盡相同，部分生物的體毛具有保暖、偵測、間接觸發觸覺受器，偽裝等不一的功能。

## 人体
人自出生起的身體表面便佈滿無色、短幼的毛，但一般人所指的體毛是從青春期開始時，受性激素激發所長出的粗而長毛。
一般來說，男人的體毛比女性多且濃密，而男性的體毛於約二十歲發育完成；女性則較早完成發育，因她們不會長胸毛等體毛。

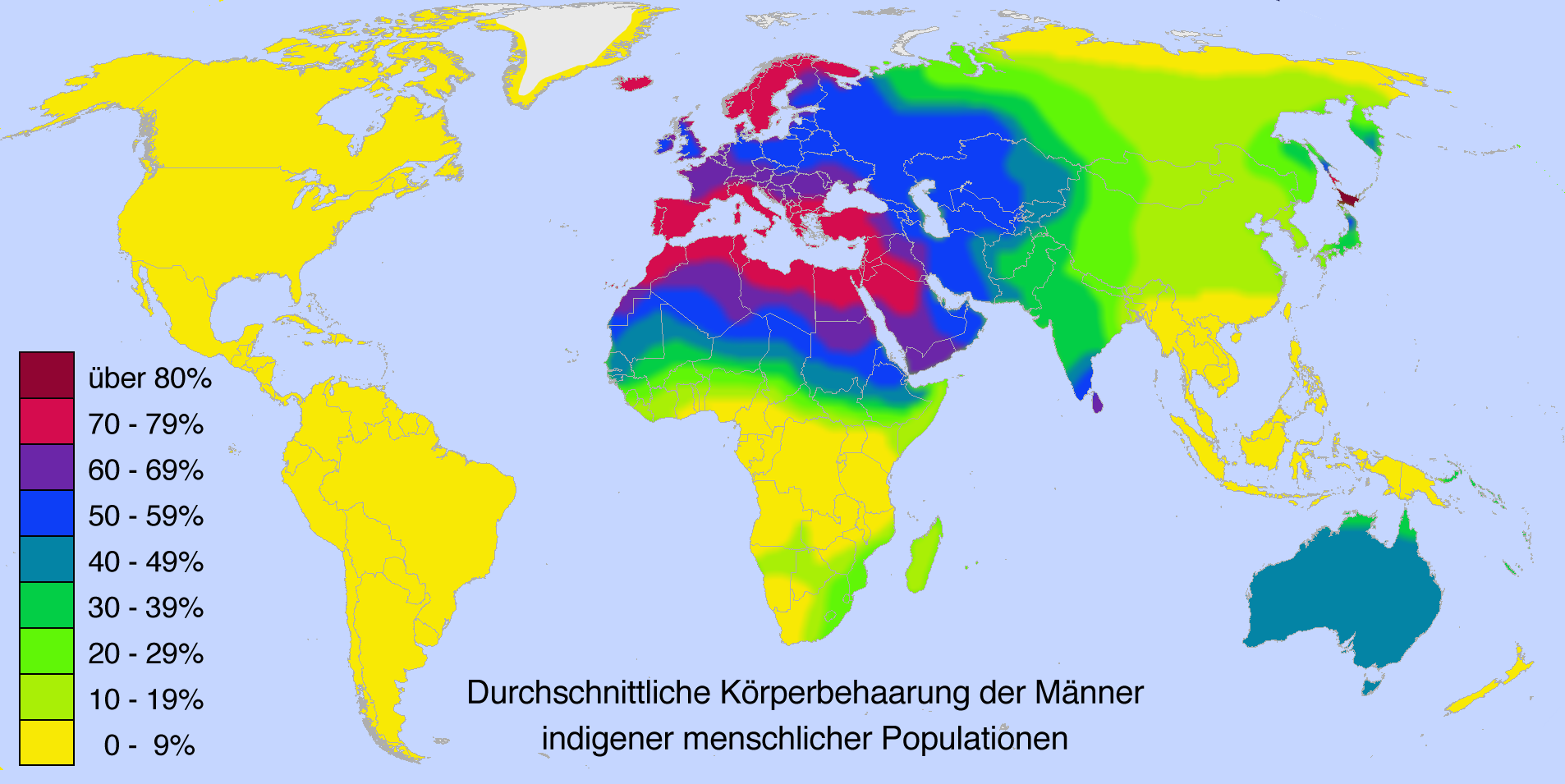
土著人口男性個體體毛分佈的世界地圖，越深色代表體毛覆蓋越多身體表面

體毛多寡也與種族有關：北歐和地中海白人通常長最多，其後是黑人；東亞、東南亞和美洲原住民的體毛通常是最少。

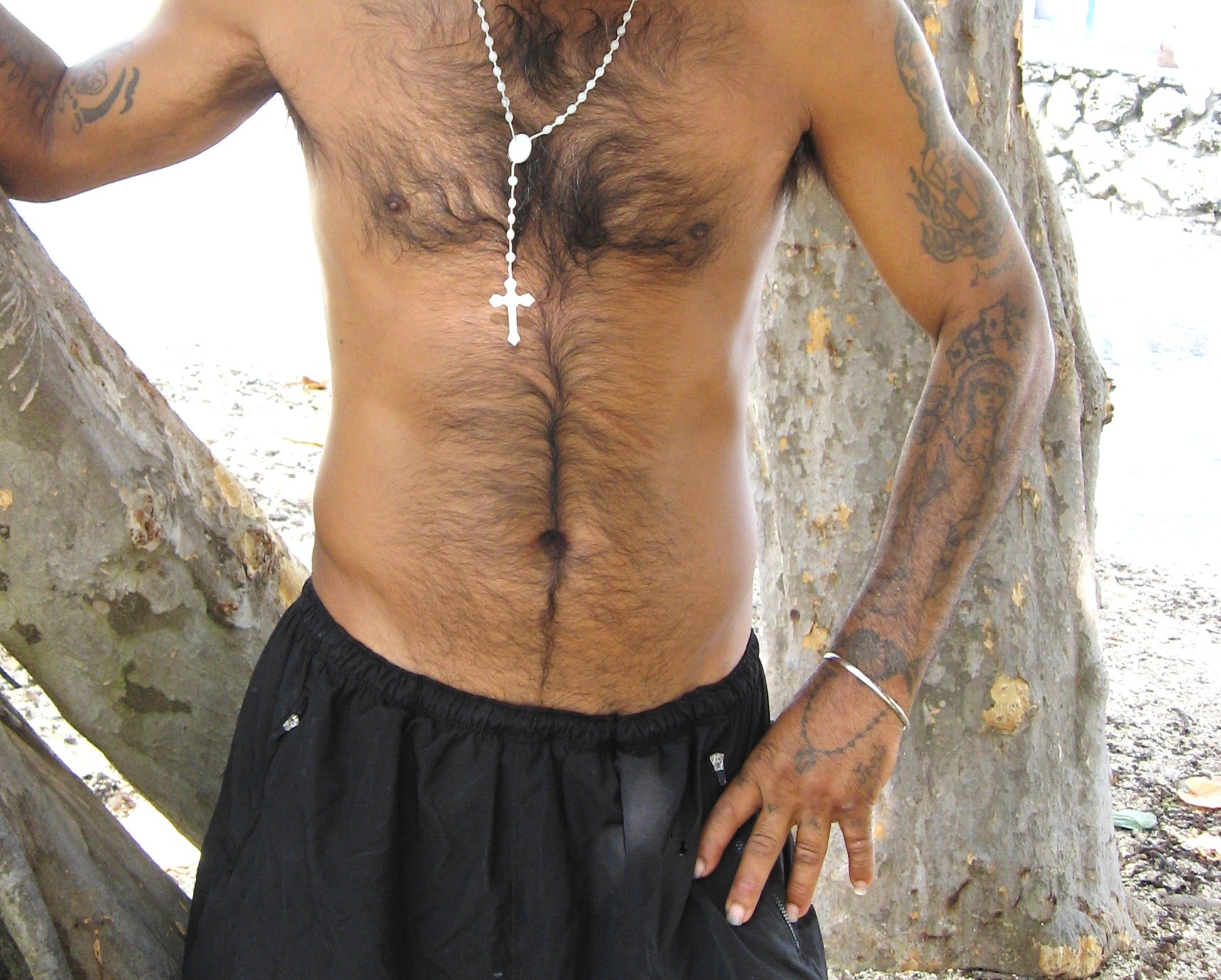
男性體毛

人體全身皆有極幼、無色的毫毛，故以下只自上而下列出永久毛（即粗而有色的毛）：（未加註明者則男女通常一樣多）
- 头发

最基本功能：保暖、保护头皮、防止强光（如紫外线）
装饰功能：个性象征
- 眉毛

流汗時汗水隨著眉尾落下不至於直接滴入眼睛
- 睫毛

阻擋大氣細小灰塵進入眼睛
- 鼻毛

过滤吸入空气
- 鬍鬚（女性的不明显）
- 腋毛

减少腋窝摩擦
- 胸毛（男性较多，女性的不明显）
  - 乳头毛（男性较多，女性的不明显）
- 腹毛（男性较多，女性的不明显）
- 阴毛（男性较多）

保护阴部，起缓冲作用
- 肛毛
- 手臂毛（男性較粗）
  - 指背毛
- 腳毛或稱為腿毛（男性较多，女性的比較不明显）
- 背毛

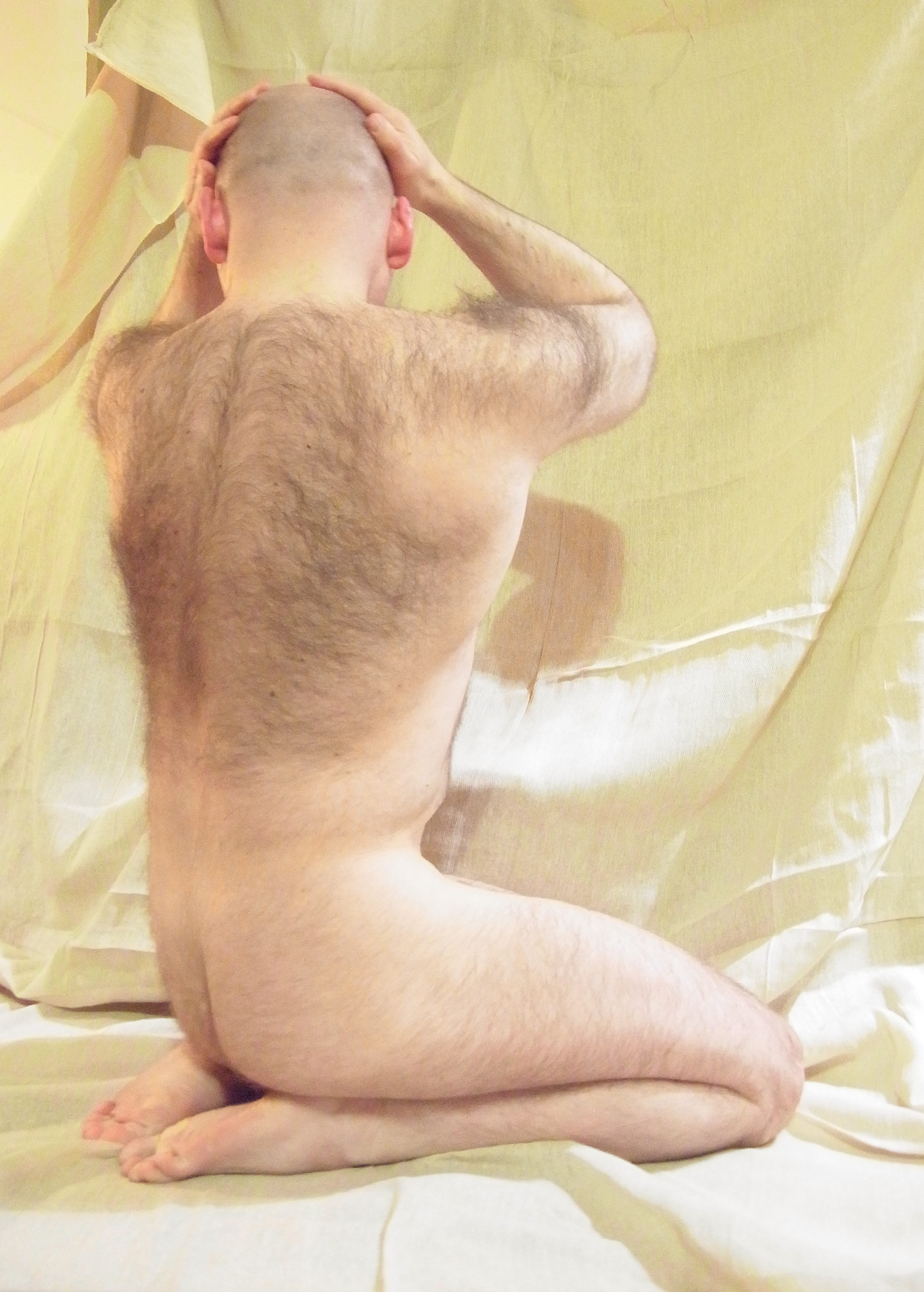
長背毛的男人

部分人會因宗教、衛生和美觀原因而除部分或全部體毛；但同時體毛作為第二性徵也會被視為性感象徵。